# Pszonka (gmina)
Pszonka (następnie Parysów) – dawna gmina wiejska na Lubelszczyźnie. Siedzibą władz gminy była Pszonka, a następnie Parysów.
Gmina Pszonka była jedną z 17 gmin wiejskch powiatu garwolińskiego guberni siedleckiej. 1 stycznia?/13 stycznia 1870 do gminy przyłączono pozbawiony praw miejskich Parysów. Gmina należała do sądu gminnego okręgu I w Aleksandrowie. W skład gminy wchodziły: Choiny, Gocław, Grzebowilk, Józin, Kalonka, Lipówki, Łukówek, Niesadna, Obrąb, Parysów, Poschła, Pszonka, Puznówka, Siedcza, Starowół, Starogrodzka-Wola, Stodzew, Wygoda, Zawodka, Żabieniec i Żelazna. Miała 13975 mórg obszaru i liczyła 5093 mieszkańców
Gminę zniesiono podczas I wojny światowej. Odtąd figuruje już pod nazwą gmina Parysów.